# 星光連流擊
星光連流擊（日语：／ sutābāsuto storīmu，舊譯星爆氣流斬），是日本輕小說《刀劍神域》主角桐人所使用的招式。

## 簡介
在輕小說《刀劍神域》第一卷的一劇情高潮處，主角桐人與第74層頭目「閃耀魔眼」（The Gleam Eyes）戰鬥時，以「闡釋者」和「逐闇者」雙劍使出此招式，打出十六連擊擊敗對手。
在改編動畫第一季第九集中，該段劇情重現了小説中的「亞絲娜、克萊因，拜託了！幫我撐個10秒左右就好！」，又加入了「星爆……氣流斬！」、“那……那是什麽技能？！”、「快……還要更快！」等台詞，並輔以熱血激昂的背景音樂。
在作品的設定中，桐人習得了已知唯二的獨特技能“二刀流”，使他成爲唯一可以雙持單手劍的玩家。與閃耀魔眼的戰鬥為桐人首次於其他人面前使用二刀流，而作中幾乎靠一人之力打敗樓層頭目亦僅有此次，故此段劇情是作品中“安格特篇”後期的重要且經典劇情。

## 中文改名
原本日文小說並未有該招式的汉字名稱，台灣角川中文版譯者周庭旭將其翻譯為「星爆氣流斬」。
而後因原作者川原礫在共用部分設定的另一作品《加速世界》中為同名稱招式的漢字名定為「星光連流擊」，日版《刀劍神域》小說於第4集再版時亦一併更新招式名稱為「星光連流擊」；台灣角川亦遵從作者取名，自中文版第18集開始改譯為「星光連流擊」。但因「星爆氣流斬」一詞使用已久，根深蒂固，因此大多數人還是使用其舊稱說法。

#### 其他地區翻譯
香港無綫電視J2台播出動畫時配音和字幕均只使用英文「Starburst Stream」，其他原名並非漢字的劍技亦只譯作英文。J2播出《加速世界》動畫時，原名並非漢字的招式也一樣只譯作英文。

## 影響
由於《刀劍神域》動畫上映當時討論度非常高，擁有許多的狂熱粉絲與批評者，時常在網路上爭論影響他人，引起大眾不滿而給噓；而論戰中時常出現桐人拔出雙劍使用此招的動畫截圖，久而久之形成一股「桐人必噓」的風潮。不只「星爆氣流斬」以及其諧音火星文「C8763」（亦有“48763”）成為貶義詞，與該段劇情有關的台詞或諧音，如：「星爆」、「幫我撐十秒」、「快……還要更快」、「十六連擊」、「藍黑」、「第二把刀」、「閃耀魔眼」，或甚至主角其他的著名台詞：「這就是等級制的MMO不合理的地方」、「騙人的吧」也都一併網路迷因化，成為論壇上刻意引戰討噓的钓鱼文素材。
這股風潮從台灣知名ACG網站巴哈姆特電玩資訊站的「場外休憩區」發展起來，而後漸漸擴散到其他社群網站：如果有动画角色拿著雙刀、或是做出類似動作，留言裡便有可能出現「C8763」洗版或角色改圖，「星爆氣流斬」、「太星爆了」也成為网络文化圈内笑话的一部分。
日本模型廠商Good Smile Company曾推出桐人配劍之一「闡釋者」的等比例尺寸玩具，在揮舞時會發出動畫中施展招式時的音效。

## 外部連結
- 巴哈百科 （页面存档备份，存于）